# Exam.pæd.
Titlen exam.pæd. (latin: examinatus/examinata paedagogiae) blev fra 1968 til 1995 tildelt personer, der havde afsluttet første del af cand.pæd.-uddannelsen på Danmarks Lærerhøjskole, som er en pædagogisk kandidatuddannelse i et folkeskolefag eller i pædagogik eller psykologi.
| Skole | Spire Denne artikel om en skole, en uddannelsesinstitution eller uddannelse er en spire som bør udbygges. Du er velkommen til at hjælpe Wikipedia ved at udvide den. |